# جشمة ريزك شبليز (باتاوة)
جشمة ريزك شبليز (بالفارسية: چشمه ریزک شبلیز) هي قرية تقع في إيران في قسم باتاوة الريفي. يقدر عدد سكانها بـ 30 نسمة بحسب إحصاء 2016.